# بن میلز (بازیکن فوتبال)
بن میلز (انگلیسی: Ben Mills؛ زادهٔ ۲۳ مارس ۱۹۸۹) بازیکن فوتبال اهل بریتانیا است.
از باشگاه‌هایی که در آن بازی کرده‌است می‌توان به باشگاه فوتبال چستر، باشگاه فوتبال نانت‌ویچ، باشگاه فوتبال آلترینچام، باشگاه فوتبال مکلسفیلد تاون، باشگاه فوتبال نیوکاسل تاون، باشگاه فوتبال براکلی تاون، باشگاه فوتبال ویتون آلبیون، باشگاه فوتبال آلفرتون تاون، باشگاه فوتبال استافورد رانجرز، و باشگاه فوتبال لیک تاون اشاره کرد.